# The Legend
The Legend (hangul: 전설), även kända som bara Legend, är ett sydkoreanskt pojkband bildat år 2014 av SS Entertainment.
Gruppen består av de fem medlemmarna Listen, Roi, Jaehyuk, Lito och Changsun.

## Medlemmar
| Artistnamn   | Artistnamn | Födelsenamn   | Födelsenamn  | Födelsedatum      |
| Romanisering | Hangul     | Romanisering  | Hangul/Hanja | Födelsedatum      |
| ------------ | ---------- | ------------- | ------------ | ----------------- |
| Listen       | 리슨       | Lee Seung-tae | 이승태       | 9 oktober 1989    |
| Roi          | 로이       | Qin Fen       | 秦奮         | 31 augusti 1991   |
| Jaehyuk      | 제혁       | Ryu Jae-hyuk  | 유제혁       | 19 september 1991 |
| Lito         | 리토       | Kim Min-jun   | 김민준       | 3 juli 1994       |
| Changsun     | 창선       | Lee Chang-sun | 이창선       | 5 juli 1994       |

## Diskografi

### Album
| Albuminformation                                    | Topplacering          |
| Albuminformation                                    | Sydkorea (Gaon Chart) |
| --------------------------------------------------- | --------------------- |
| Out of My Mind (EP-skiva) - Släppt: 30 oktober 2014 | 24                    |
| Sound Up (EP-skiva) - Släppt: 21 januari 2016       | 25                    |

### Singlar
| År   | Titel          | Topplacering          |
| År   | Titel          | Sydkorea (Gaon Chart) |
| ---- | -------------- | --------------------- |
| 2014 | "Left Out"     | —                     |
| 2014 | "Lost"         | —                     |
| 2014 | "I Wanna Know" | —                     |
| 2015 | "Trace"        | —                     |
| 2015 | "Shadow"       | —                     |
| 2015 | "Nail"         | —                     |
| 2016 | "Crush on You" | —                     |
| 2016 | "This"         | —                     |